# Teatre Nou de Riga
El Teatre Nou de Riga en letó, Jaunais Rīgas teātris, és el teatre de Letònia, i està ubicat a la ciutat de Riga, capital del país.
Consta de dues sales la Lielā zāle i Mazā zāle que tenen respectivament 470 i 100 seients per als espectadors.
Des de 1902, el lloc allotjava l'antic edifici de la Societat de crèdit dels artesans letons de Riga (Rīgas latviešu amatnieku palīdzības biedrība) fins al 1920, quan es va cedir per fundar el Teatre Dailes. El 1977, el teatre Dailes va ser traslladat a un nou edifici especialment construït al carrer Brīvības 75, encara que els tallers es van mantenir i el Teatre Juvenil en l'antiga adreça fins a la seva clausura el 1991. El primer director artístic del Teatre Nou va ser Juris Rijnieks i des de 1997 és Alvis Hermanis.